# Lunar and Planetary Institute
Le Lunar and Planetary Institute, ou LPI, est un institut de recherche scientifique américain consacré à l'étude du Système solaire, depuis sa formation jusqu'à son état présent. L'institut fait partie du conglomérat d'instituts de recherche publics des États-Unis USRA et dispose d'un financement complémentaire de la Direction des missions scientifiques (en) de la NASA.

## Présentation
L'institut est installé dans l'État du Texas à Houston, où se trouve également situé le centre spatial Lyndon B. Johnson chargé des missions avec équipage de l'agence spatiale américaine. Son implantation est liée à ses origines. Le LPI a été créé en 1968 alors que les missions du  programme Apollo étaient sur le point de ramener plusieurs centaines de kilogrammes de roches lunaires. La création de l'institut avait pour objectif d'encourager et faciliter la coopération internationale autour de l'exploitation scientifique des échantillons lunaires et de conserver les données recueillies au cours des premières missions scientifiques de l'ère spatiale.
Le LPI est de nos jours (2013) un institut de recherche mondialement reconnu dans le domaine de l'étude du système solaire qui emploie une trentaine de scientifiques permanents, environ quinze postdoctorants ainsi que des chercheurs ayant le statut de visiteurs. Les membres de l'institut sont fortement impliqués dans la définition de la stratégie de la recherche des sciences planétaires aux États-Unis (participation aux principaux comités de la NASA et autres comités scientifiques comme le Planetary Science Decadal Survey) et la  conception des missions d'exploration du système solaire. Ils publient une cinquantaine d'articles par an dans les revues scientifiques à comité de lecture.
Le Lunar and Planetary Institute est également fortement impliqué dans l'organisation de conférences scientifiques réunissant les spécialistes des sciences planétaires comme la Lunar and Planetary Science Conference qui a réuni 1 800 personnes en 2011.     